# Rachujka (gromada)
Rachujka – dawna gromada, czyli najmniejsza jednostka podziału terytorialnego Polskiej Rzeczypospolitej Ludowej w latach 1954–1972.
Gromady, z gromadzkimi radami narodowymi (GRN) jako organami władzy najniższego stopnia na wsi, funkcjonowały od reformy reorganizującej administrację wiejską przeprowadzonej jesienią 1954 do momentu ich zniesienia z dniem 1 stycznia 1973, tym samym wypierając organizację gminną w latach 1954–1972.
Gromadę Rachujka z siedzibą GRN w Rachujce (w obecnym brzmieniu Raszujka) utworzono – jako jedną z 8759 gromad na obszarze Polski – w powiecie przasnyskim w woj. warszawskim, na mocy uchwały nr VI/10/16/54 WRN w Warszawie z dnia 5 października 1954. W skład jednostki weszły obszary dotychczasowych gromad Budki, Poścień, Pruskołęka i Rachujka ze zniesionej gminy Zaręby w tymże powiecie. Dla gromady ustalono 12 członków gromadzkiej rady narodowej.
31 grudnia 1959 z gromady Rachujka wyłączono wieś Poścień, włączając ją do gromady Zaręby w tymże powiecie, po czym gromadę Rachujka zniesiono a jej (pozostały) obszar włączono do gromady Chorzele tamże.